# Republic Records
Republic Records је америчка дискографска кућа из Њујорка чији је власник Universal Music Group (UMG). Основали су је Монте и Ејвери Липман, а 2000. године је преузима UMG.